# Nicolae Grigorescu (metropolitana di Bucarest)
Nicolae Grigorescu (precedentemente Leontin Sălăjan) è una stazione delle linee M1 e M3 della metropolitana di Bucarest. La stazione serve il quartiere Titan.
La stazione Nicolae Grigorescu 1 è stata aperta nel 1981, originariamente chiamata Leontin Sălăjan.
Il 20 novembre 2008 è stata aperta la stazione della metropolitana Nicolae Grigorescu 2, che serve il collegamento della linea M3, in direzione Preciziei.